# Хавир
Хавир (перс. هویر‎) — пресноводное озеро на севере Ирана в остане Тегеран. Расположено примерно в 15 км к востоку от города Демавенд, к которому от него проложено шоссе.

## Географическое положение
Озеро расположено на средней части Эльбурса, в долине Мошского разлома, которая, подобно самой горной цепи, простирается в направлении с востока на запад и протягивается в длину приблизительно на 150 км.
Долина эта ограничена горами Доберар, букв. «Два брата» (4072 м) на севере и Кух-е-Зарин, букв. «Золотая гора» (3810 м) — на юге. Оформление рельефа окрестностей озера с геологической точки зрения датируется кайнозойским периодом и стратиграфически состоит из осадочных пород туфа, алеврита и песчаника, а также верхних слоев аллювия из периода голоцена в форме синклинальных складок. Оползень с Кух-е-Зарина в долине сотворил большую природную плотину, вследствие чего образовались озера Хавир и Тар. Соседнее озеро Тар расположено на расстоянии порядка 500 м к западу.
Озеро Хавир имеет вытянутую форму и ориентировано с севера на юг. Во время высокого уровня воды длина озера достигает 600 м, его ширина колеблется от 100 м в южной до 180 м в средней и северной части. Площадь поверхности озера составляет 0,06 км², самая большая глубина — 14 м, а высота над уровнем моря — 2896 м, благодаря чему озеро является одним из самых высокогорных в Иране. Приливно-отливная зона расположена с уклоном в 80 % по направлению к прибрежным горам, а в направлении к аллювиальным отложениям северной второстепенной долины склон достаточно пологий. Непосредственно около южного берега озера проходит грунтовая дорога Деличай-Демавенд. Самые близкие прилегающие к озеру населённые пункты — это сельские поселения Хавир (примерно в 7 км к востоку от озера) и Варин (около 8 км к западу от него).

## Гидрология
Хавир в самом широком гидрологическом и гидрогеологическом смысле классифицируют как часть водосборного бассейна Дешт-е-Кявира, с которым его связывают реки Руд-е-Хавир, Дали-Чай и Руд-е-Хебе. Бассейн Хавира имеет площадь 6,0 км², а озеро является истоком для реки Руд-е-Хавир, текущей по главной долине в восточном направлении. В Руд-е-Хавир впадают несколько более мелких потоков, отделенных от Хавира синклинальными складками Доберара. Вершины этой горы определяют северный водораздел бассейна озера, который отделяет его от каспийского водосборного бассейна, а также бассейна Руд-е-Ласема (приток Хараз-Руда). Несмотря на территориальную близость озера Тар, а также на его сходные геоморфологические и лимнологические характеристики, сток воды из него происходит в западном направлении и Тар относится к другому бассейну — бассейну озера Дерьячейе-Немек. Хавир от бассейна этого озера также отделён Добераром. Озеро пополняется водой прежде всего северными горными притоками, возникающими в результате весеннего таяния ледников, а также рядом более мелких источников, расположенных со всех сторон. В его долине господствует бореальный климат, где в среднем за год выпадает около 300 мм осадков.

## Фауна
В окрестностях Хавира обитают популяции горного барана, эльбурсской овцы, безоарового козла. В озере наблюдается микижа.

## Туризм
В среднем за год район озера посещает 120 тысяч туристов.